# Erro de truncamento
É um erro inerente ao método numérico. Surge cada vez que se substitui um processo matemático infinito por um processo finito ou discreto.
Em matemática, sobretudo na análise numérica, o erro de truncamento é erro que surge do truncamento de expressões matemáticas em um número finito de passos.
Em uma série de Taylor {\displaystyle S(x)=\sum _{n=1}^{\infty }a_{n}x^{n}\,}, o erro de truncamento de ordem N em ponto x, {\displaystyle R_{N}(x)\,} é definido como a diferença entre o valor exato de {\displaystyle S(x)\,} e a soma dos N primeiros termos da série:
{\displaystyle R_{N}(x)=\sum _{n=N+1}^{\infty }a_{n}x^{n}\,}

## Exemplo
A série de Taylor da função {\displaystyle f} definida por {\displaystyle f(x)}= {\displaystyle e}x em torno de {\displaystyle x}=1 é expressa por:
{\displaystyle e}x= 1+ x+ {\displaystyle {\frac {x^{2}}{2!}}}+ {\displaystyle {\frac {x^{3}}{3!}}}+ …+ {\displaystyle {\frac {x^{n}}{n!}}}+ …, então
{\displaystyle e}1= 1+ 1+{\displaystyle {\frac {1}{2!}}}+{\displaystyle {\frac {1}{3!}}}+ …+ {\displaystyle {\frac {1}{n!}}}+ …

Desejando -se calcular o valor de {\displaystyle e}1 utilizando-se os sete primeiros termos da série, tem-se:
{\displaystyle e}1≈ 1+ 1+{\displaystyle {\frac {1}{2!}}}+ {\displaystyle {\frac {1}{3!}}}+{\displaystyle {\frac {1}{4!}}}+{\displaystyle {\frac {1}{5!}}}+{\displaystyle {\frac {1}{6!}}}
{\displaystyle e}≈ 2.718055556
Há um erro de truncamento, pois dos infinitos termos da série foram considerados apenas os sete primeiros.